# Dzikie serce (książka)
Dzikie serce (ang. Wild at heart) – książka Johna Eldredge’a opublikowana w 2001 przez Wydawnictwo W drodze, na temat męskości według chrześcijańskiej kultury i nauczania. Jej podtytuł brzmi: „Tęsknoty męskiej duszy”. W 2019 roku ukazało się nowe, rozszerzone, poprawione wydanie (ISBN 978-83-7906-372-7).

## Treść
Eldredge daje w książce wskazówki, jak pokierować swoim życiem by mieć poczucie spełnienia. Dla autora mężczyzna to „urodzony wojownik”, który potrzebuje wolności i swobody. Do natury mężczyzny należy też podejmowanie ryzyka.
Strategia stawania się mężczyzną zaczyna się według książki od poznania rany która nas blokuje, wyzbycia się jej oraz kontrataku.
Autor przekonuje, że Bóg uosabia to, czego najgłębiej pragniemy. To uczucie pierwotne to potrzeba miłości, tęsknota, potrzeba wartości.

## Popularność
Książka została bardzo dobrze przyjęta na świecie, a także w Polsce (wydanie nakładem W Drodze). Do 2019 roku sprzedano na świecie prawie 2 miliony egzemplarzy.